# Opus (organizacja)
Opus (ros. Опус) – emigracyjna tajna organizacja rosyjska grupująca przedstawicieli różnych partii i grup o charakterze antysowieckim w okresie międzywojennym.
Organizacja została utworzona na początku grudnia 1927 r. Stanowiła niepartyjną platformę współpracy różnych emigracyjnych partii i grup rosyjskich skierowaną przeciwko ZSRR. W jej skład ostatecznie weszli przedstawiciele ugrupowań faszystowskich, Partii Konstytucyjno-Demokratycznej (tzw. kadetów), eserowców bliskich Aleksandrowi F. Kiereńskiemu oraz grup „Борьба за Россию” i „Крестьянская Россия”. Próbowano nawiązać kontakty z opozycją w ZSRR. Do Leningradu przedostał się działacz grupy „Крестьянская Россия” D.A. Akimow. Werbując na miejscu N.W. Wolens, podjął działania w kierunku utworzenia konspiracyjnej grupy opozycji demokratycznej. Jednakże 13 lipca 1928 r. członkowie grupy zostali aresztowani przez OGPU. D.A. Akimow zgodził się współpracować z Sowietami. Okazało się, że kurierami grupy, którzy z Polski do ZSRR przerzucali antysowieckie materiały propagandowe, a także emisariuszy, byli współpracownicy OGPU A.R. Iljin i Nikołaj A. Mosiewicz-Bojarow. Ten drugi otrzymał od moskiewskiej centrali OGPU polecenie zinfiltrowania organizacji Opus. Okazało się, że kontakty ze Związkiem Radzieckim były albo prowokacjami ze strony Sowietów, albo znajdowały się pod ich całkowitą kontrolą. W okresie od końca 1929 r. do 1931 r. organizacja rozpadła się.